# Adler-Brauerei Coswig
Adler-Brauerei Coswig était une brasserie à Coswig, dans le Land de Saxe.

## Histoire

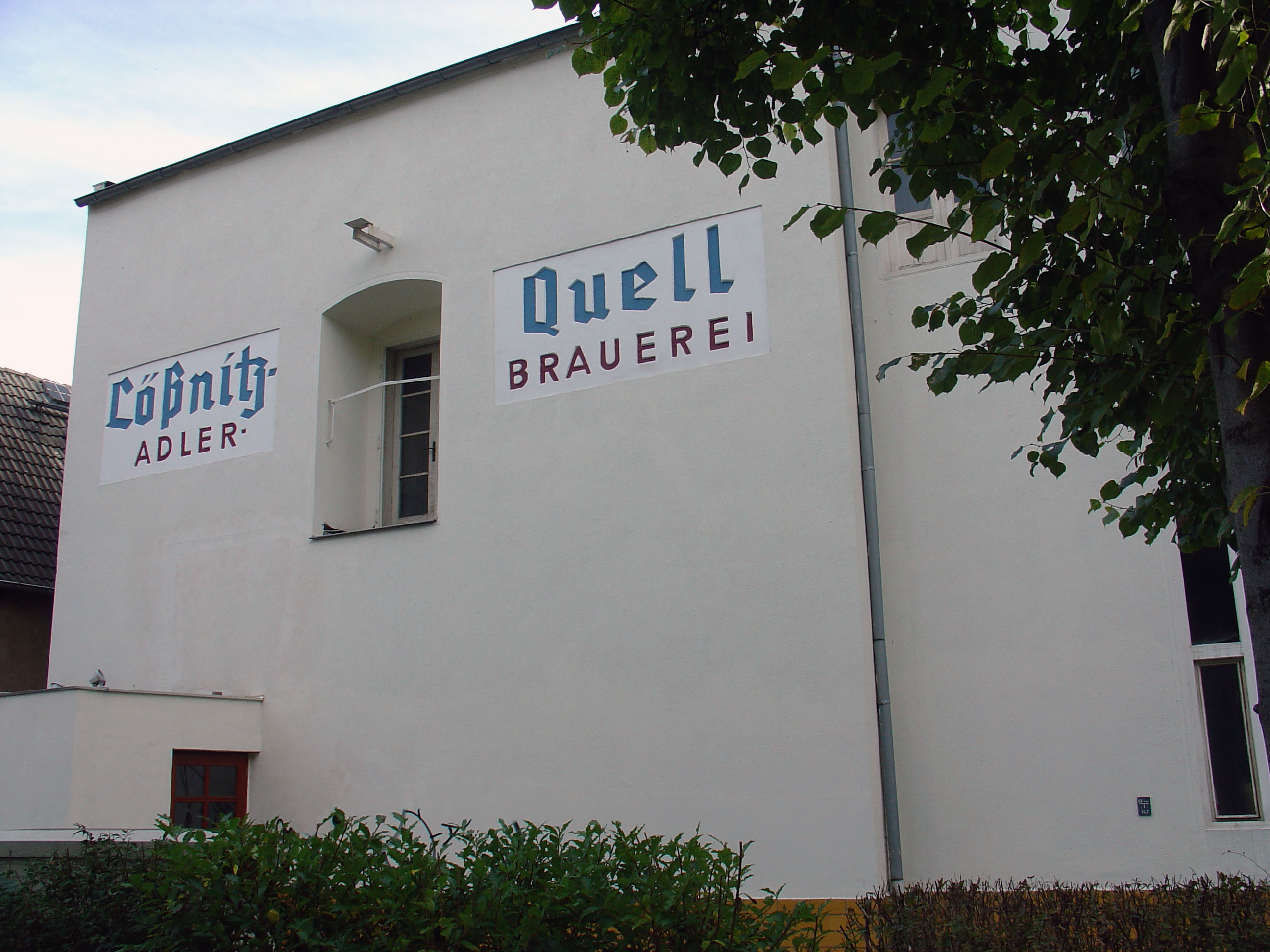
Bâtiment de la brasserie

En 1444, les villages autour de Meissen obtiennent un droit de brassage. C'est pourquoi il est écrit cette date sur l'étiquette alors que la brasserie fut créée bien plus tard. On mentionne la première brasserie à Coswig vers 1500.
En 1628, on mentionne pour la première fois la Coswiger Brauerei, propriété de Nicol Leutericz. En 1706, Valten Jost. F.E. Petermann acquiert une distillerie, une brasserie, une malterie et la maison avec des écuries. En 1738, une retenue d'eau en bois de trois kilomètres de long est construite pour couvrir la demande en eau de brassage. La brasserie appartient aux Petermann jusqu'en 1847.
Gustav Herrmann Emmrich, maître brasseur, rachète la brasserie en 1920 et la renomme Adler-Brauerei Coswig. Jusqu'en 1912, la bière est refroidie dans le sous-sol avec la glace entourant les étangs, apparue pendant l'hiver. En 1912, on introduit une machine frigorifique, ce qui permet d'augmenter la production.
En 1938, les propriétaires sont Hermann et Fritz Emmrich. Ils louent la brasserie en 1945 à Johann Hauk et en 1953 à Gotthard Böhme. En 1958, Johann Emmrich, un fils, reprend la brasserie. Il produit de la bière jusqu'en 1978, malgré la rareté des matières premières et la concurrence des brasseries nationalisées. La production s'arrête, celle de Lößnitz-Pils est reprise en partie par la Glückauf-Brauerei GmbH.

## Production
anciennes bières
- Bürgerbräu
- Lager
- Deutsch Porter
- Bock hell
- Lößnitz Pils
- Vollbier hell
- Malzbier

bières actuelles
- Lößnitz Pils
- Lößnitz Bock